# La Presumida
La Presumida är en ort i Mexiko.   Den ligger i kommunen José María Morelos och delstaten Quintana Roo, i den östra delen av landet, 1 100 km öster om huvudstaden Mexico City. La Presumida ligger 27 meter över havet och antalet invånare är 1 357.
Terrängen runt La Presumida är platt. Runt La Presumida är det mycket glesbefolkat, med 5 invånare per kvadratkilometer. Närmaste större samhälle är José María Morelos, 7,5 km sydost om La Presumida. I omgivningarna runt La Presumida växer i huvudsak städsegrön lövskog.